# Kondor Ilona
Kondor Ilona, Kondor Ili (Budapest, 1917. május 29. – Budapest, 1985. január 5.) magyar színésznő, az Állami Déryné Színház alapító tagja.

## Életpályája
Gyermekkorát Olaszországban és Belgiumban töltötte, ahol édesapjának ékszerüzletei voltak. Miután apja tönkrement, 1931-ben hazaköltöztek Budapestre. Rákosi Szidi színiiskolájában tanulta a színészmesterség alapjait. Pályáját táncosnőként kezdte, 1933-ban a Royal Orfeumban és a Moulin Rouge-ban, 1933–34-ben a Király Színházban és a Fővárosi Operettszínházban lépett fel. A Színházi Élet című folyóirat pályázatában megválasztották a „legszebb lábú pesti görl”-nek. 1934-től szerepelt az Óbudai Kisfaludy Színházban és Újpesten is. 1936-tól Debrecenben, 1947-ben a Pécsi Nemzeti Színházban játszott. Megalakulásától, 1951-től egyik alapító tagja volt az Állami Faluszínháznak, majd nyugdíjba vonulásáig a jogutód Állami Déryné Színház művésze volt. Drámákban, vígjátékokban és zenés darabokban egyaránt láthatták a nézők. Utolsó szerepe a Sybill című operett nagyhercegnője volt. Végrendeletében jelentős összeget hagyományozott a magyar rákkutatás céljaira.

## Fontosabb színházi szerepei
- Eugène Scribe: Egy pohár víz... A hercegnő
- Mark Twain: Koldus és királyfi... Margit asszony
- Jules Verne: Sándor Mátyás... Báthoryné
- Szigligeti Ede: Liliomfi... Kamilla
- Szigligeti Ede: Mama... Mama
- Szigligeti Ede: A cigány... Örzse, Márton felesége
- Heltai Jenő: A tündérlaki lányok... Manci
- Heltai Jenő: A néma levente... Nardella, a királyné dajkája
- Mikszáth Kálmán: Drága szerelem... Zsuzska néni
- Mikszáth Kálmán: Tavaszi rügyek... Mladeneczné
- Bíró Lajos: Kis Katalin... Sybill Königsmark bárónő
- Kállai István: Majd a papa... Bori
- Tabi László: Valahol délen... Lolita
- Bartos Ferenc–Baróti Géza: Mindent a mamáért... Erzsi
- Major Ottó: Határszélen... Juliska
- Mesterházi Lajos–Boross Elemér–Fényes Szabolcs–Romhányi József: Két szerelem... Jutka
- Kandrat Krapiva: Dalolnak a pacsirták... Pavlina
- Iszaak Oszipovics Dunajevszkij: Szabad szél... Kocsmárosné
- Iszaak Oszipovics Dunajevszkij: Filmcsillag... Margarita
- Hervé: Nebáncsvirág... Corinna, színésznő
- Jacques Offenbach: Párizsi élet... Madame Karadec, Robin nagynénje
- Jacobi Viktor: Sybill... Nagyhercegnő
- Kálmán Imre: Csárdáskirálynő... Cecília
- Kálmán Imre: A montmartre-i ibolya... Ninon
- Szirmai Albert–Emőd Tamás: Mézeskalács... Örzsi
- Szinetár György: A császár álarcában... Sarah, a nagy színésznő öltöztetőnője
- Tóth Miklós: Kutyaszorító... Inci

## Film, tv
- Iza néni (1933)